# Émile Barbier
Émile Edmond Gustave Barbier (ur. 3 grudnia 1901 w Etterbeek, zm. ?) – belgijski szermierz, złoty medalista mistrzostw świata.
Podczas mistrzostw świata w Liège w 1930 roku (oficjalnie zawody tego cyklu rozgrywane są pod tą nazwą dopiero od 1937) Belgowie w składzie: Émile Barbier, Xavier De Beukelaer, Charles Debeur, Charles Delporte, Willy Osterrieth i Léon Tom zdobyli złoty medal w szpadzie drużynowej.
Brał też udział w igrzyskach olimpijskich w Amsterdamie, gdzie razem z kolegami z reprezentacji zajął czwarte miejsce w szpadzie drużynowej. Był to jego jedyny start olimpijski.